# Jefferson Valladares
Jefferson Leonel Valladares (ur. 8 grudnia 2002) – salwadorski piłkarz występujący na pozycji prawego pomocnika, reprezentant Salwadoru, od 2021 roku zawodnik Municipalu Limeño.